# Baron Ailwyn
Baronowie Ailwyn 1. kreacji (parostwo Zjednoczonego Królestwa)
- 1921–1924: Ailwyn Edward Fellowes, 1. baron Ailwyn
- 1924–1936: Ronald Townshend Fellowes, 2. baron Ailwyn
- 1936–1976: Eric William Edward Fellowes, 3. baron Ailwyn
- 1976–1988: Carol Arthur Fellowes, 4. baron Ailwyn